# Premnitz
Premnitz is een gemeente in de Duitse deelstaat Brandenburg, en maakt deel uit van het Landkreis Havelland.
Premnitz telt 8.368 inwoners.

## Partnersteden
- Le Petit-Quevilly (Frankrijk), sinds 1967
- Niederkassel (Duitsland), sinds 1990

Premnitz onderhoudt vriendschapsbanden met:
- Willich (Duitsland)

Brieselang ·
Dallgow-Döberitz ·
Falkensee ·
Friesack ·
Gollenberg ·
Großderschau ·
Havelaue ·
Ketzin ·
Kleßen-Görne ·
Kotzen ·
Märkisch Luch ·
Milower Land ·
Mühlenberge ·
Nauen ·
Nennhausen ·
Paulinenaue ·
Pessin ·
Premnitz ·
Rathenow ·
Retzow ·
Rhinow ·
Schönwalde-Glien ·
Seeblick ·
Stechow-Ferchesar ·
Wiesenaue ·
Wustermark